# آندریا دیریکو
آندریا دیریکو (انگلیسی: Andrea D'Errico؛ زادهٔ ۲۴ مارس ۱۹۹۲) بازیکن فوتبال اهل ایتالیا است.
از باشگاه‌هایی که در آن بازی کرده‌است می‌توان به باشگاه فوتبال مونتسا اشاره کرد.